# グァニー・バラッジ
グァニー・バラッジ（Gagny Baradji、1986年7月2日 - ）は、フランスの男性キックボクサー。パリ出身。Club CS所属。

## 来歴
2012年12月14日、Krush.25で山崎秀晃と対戦しKO勝ち。。
2015年1月18日、K-1 WORLD GP 2015 ～-60kg初代王座決定トーナメント～に参戦。1回戦で山本真弘と対戦し判定負け。。
2015年3月21日、Meaux Fight IVに参戦。ISKAヨーロッパ -63kgタイトルマッチでJesus Brancoと対戦して判定勝ち。
2016年3月26日、Meaux Fight VでWael Ghribiに判定勝ち。
2016年4月9日、Partouche Kickboxing Tourでヤニック・レーヌに判定負け。

## 獲得タイトル
- フランス・キックボクシング・ライト級王者
- 2011サバット世界王者
- ISKAヨーロッパ -63kg王者